# NGC 4414
NGC 4414, també anomenada UGC 7539, o PGC 40692, és un galàxia espiral, de tipus SA(rs)c situada a la constel·lació de Coma Berenices, a aproximadament 62 milions d'anys llum de distància a la Terra, o, el que seria el mateix, 19,01 Megaparsecs.

## Característiques
Aquesta galàxia relativament llunyana, té un diàmetre d'aproximadament 28000 anys llum, lo qual és equivalent a 8588,95 parsecs. La seva magnitud aparent, només apreciable per a telescopis d'una mida considerable en nits molt fosques, és d'11,0, i el seu desplaçament cap al roig, és a dir, la velocitat a la que s'està allunyant de la Via Làctia a causa de l'expansió de l'univers, és d'estimadament uns 716 km/s.
Imatges combinades del telescopi espacial Hubble permeten observar l'aspecte "cotonós" de la galàxia. Les regions centrals de l'NGC 4414, como passa típicament a la majoria de les galàxies espirals, contenen principalment estrelles velles i botides, de tipus espectral M i G (vermelles i grogres, respectivament). Els braços exteriors són més blavosos, degut a la continua i abundant formació de joves, massives, i relativament efímeres estrelles blaves, de les quals, les més brillants, es poden apreciar a la fotografia degut a l'alta resolució de la càmera del Hubble. Els braços, són també rics en núvols de pols interestel·lar, que s'aprecien com a taques i línies que destaquen juntament amb la llum estel·lar.
NGC 4414 fou fotografiada pel telescopi espacial Hubble com a part de l'anomenat Key Project sobre l'escala de distàncies extragalàctiques. La determinació precisa de la distància d'aquesta galàxia, juntament amb mesures similars de distància a altres galàxies "properes", contribueixen al coneixement general dels astrònoms sobre la velocitat d'expansió de l'univers, i sobre l'edat d'aquest.